# میرکان
میرکان (به لاتین: Mirkan) یک منطقهٔ مسکونی در افغانستان است که در ولایت بدخشان واقع شده‌است.